# Confederação Panamericana de Futebol
A Confederação Panamericana de Futebol (CPF) foi uma federação de futebol formada em 1946 em uma tentativa de unir todos os países das Américas. A CPF era formada pela Confederação Norte-Americana de Futebol (NAFC), Confederação Centro-Americana e do Caribe de Futebol (CCCF) e Confederação Sul-Americana de Futebol (CONMEBOL).
Sua única conquista foi a organização do Campeonato Panamericano de Futebol. O torneio foi realizado três vezes e foi vencido duas vezes pelo Brasil e uma vez pela Argentina.
Em setembro de 1961, a CPF deixou de existir com a saída da CONMEBOL. No mesmo ano, a NAFC e a CCCF se fundiram para formar a Confederação de Futebol da América do Norte, Central e Caribe (CONCACAF).
Algumas parcerias foram feitas entre a CONMEBOL e CONCACAF, tanto no futebol de times, quanto no futebol de seleções, mas sem um campeonato unificado de fato.